# Quint Eli Tuberó (militar)
Quint Eli Tuberó (en llatí Quintus Aelius Tubero) va ser un magistrat romà, gendre de Luci Emili Paule que va viure al segle ii aC.
Va servir amb el seu sogre a la guerra contra Perseu de Macedònia. Quan Perseu va ser fet presoner l'any 168 aC fou posat sota custòdia de Tuberó. Era molt pobre i el seu sogre li va haver de donar una mica de plata del botí del rei macedoni.